# Vicariat apostolique de San Miguel de Sucumbíos
Le vicariat apostolique de San Miguel de Sucumbíos (en latin : Vicariatus Apostolicus Sancti Michaëlis de Sucumbios ; en espagnol : Vicariato apostólico de San Miguel de Sucumbíos) est un vicariat apostolique de l'Église catholique en Équateur directement soumis au Saint-Siège.

## Territoire
Le vicariat apostolique gère la province de Sucumbíos sur un territoire de 18 084 km2 divisé en 14 paroisses. Le siège est à Nueva Loja où se trouve la cathédrale Notre-Dame du Cygne.

## Histoire
La préfecture apostolique de San Miguel de Sucumbíos est érigée le 16 avril 1924 par le bref Ex hac beati du pape Pie XI en prenant sur le territoire du vicariat apostolique de Napo. Ce sont les  carmes déchaux qui œuvrent dans cette mission.
Le 2 juillet 1984, elle est élevée au rang de vicariat apostolique par la constitution apostolique Constat Praefecturam du pape Jean-Paul II.

## Préfets et évêques
- Pacifico Cembrano Nistral, O.C.D (1937-1954)
- Wenceslao Manuel Gómez Frande, O.C.D (1955-1968)
- Gonzalo López Marañón, O.C.D (1970-2010)
  - Sede vacante (2010-2013)
- Celmo Lazzari, C.S.I. (2013-2024)
- Moacir Goulart de Figueredo, M.S.C. (2024- )